# Terremoto di Sumatra del 2009
Il terremoto di Sumatra del 2009 è stato un evento sismico di magnitudo 7,6 che ha avuto luogo vicino all'isola di Sumatra alle ore 17:16:10 locali del 30 settembre 2009. Il terremoto è avvenuto in mare a circa 50 chilometri a Ovest-NordOvest della città di Padang.
Un'altra scossa di 6,6 Mw ha colpito la provincia di Jambi alle ore 8:52:29 locali il 1º ottobre 2009 alla profondità di 15 chilometri.
La scossa di terremoto ha provocato circa 1100 morti.

## Danni

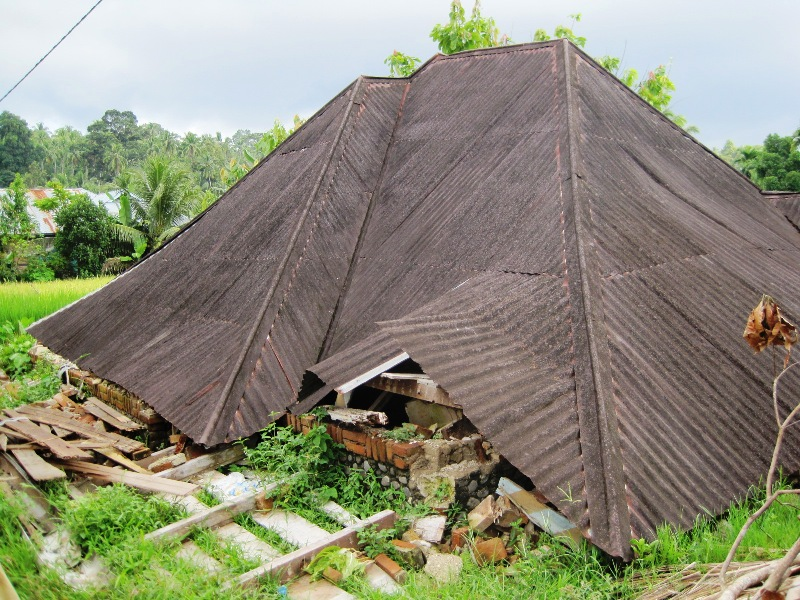
Casa distrutta dal sisma nel distretto di Padang Pariaman

A Padang, la città più colpita dal sisma, sono andati distrutti molti edifici ed infrastrutture pubbliche e le comunicazioni sono saltate. I media locali riportarono incendi e scene di panico fra la popolazione. Ci sono stati minimi danni anche all'aeroporto internazionale Minangkabu di Padang che risultava in un primo momento "inaccessibile" per il crollo di un soffitto. Dopo alcuni controlli è stato riaperto il 1º ottobre 2009.
Il terremoto è stato distintamente avvertito a Giacarta, in tutta la Malaysia e a Singapore. Molti grattacieli sono stati evacuati subito dopo la prima scossa.

## Azioni di solidarietà
I danni e le numerose vittime causate dal terremoto hanno generato in tutto il mondo azioni di solidarietà verso le popolazioni colpite.

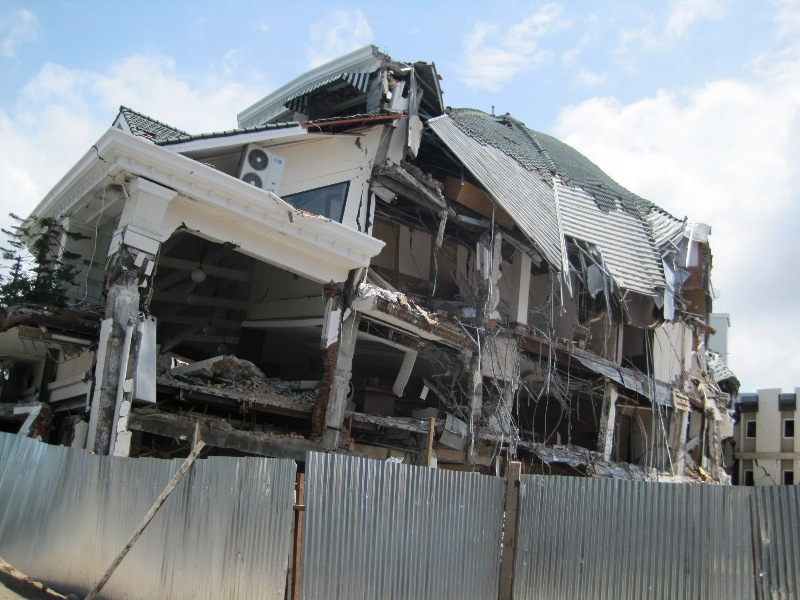
L'Ambacang Hotel di Padang dopo il terremoto

La Commissione dell'Unione europea ha inviato 3 milioni di euro di aiuti. Il commissario per gli aiuti umanitari Karel De Guch, ha spiegato in un comunicato che i fondi sarebbero stati aumentati qualora la situazione si fosse aggravata.
La Germania ha inviato 1 milione di euro, mentre il governo elvetico ha fatto sapere che sarebbe stato pronto ad inviare beni di prima necessità e personale per pronto soccorso.
Medici Senza Frontiere ha inviato un'équipe di emergenza di 7 persone con materiale medico da Bruxelles e da Parigi per dare un primo aiuto alle popolazioni colpite.

## Scosse di assestamento
Di seguito sono riportate le scosse di assestamento superiori al grado 5,5 della scala Richter. Le scosse principali, di magnitudo 7,6 e 6,6, sono evidenziate in blu chiaro.

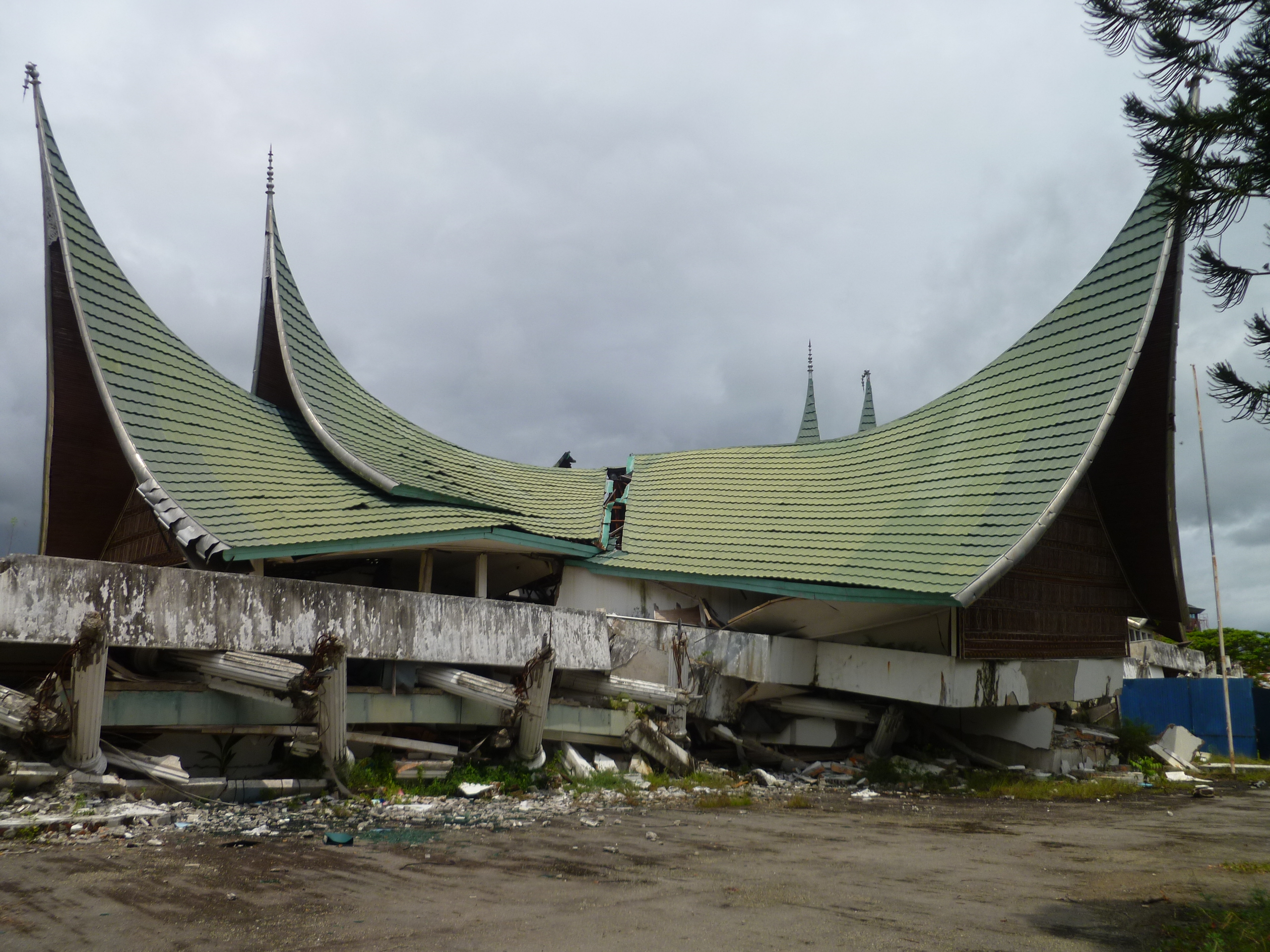
Un edificio governativo distrutto a Padang

| Data       | Ora (UTC) | Latitudine | Longitudine | Profondità | Magnitudo |
| ---------- | --------- | ---------- | ----------- | ---------- | --------- |
| 30-09-2009 | 10:16:09  | 0.789° S   | 99.961° E   | 80 km      | 7,6 (Mw)  |
| 30-09-2009 | 10:38:54  | 0.717° S   | 100.070° E  | 104,2 km   | 5,5 (Mw)  |
| 1-10-2009  | 01:52:29  | 2.497° S   | 101.540° E  | 15 km      | 6,6 (Mw)  |
| 1-10-2009  | 02:20:31  | 2.465° S   | 101.342° E  | 10 km      | 5,0 (Mw)  |